# Фуван Сент Андош
Фуван Сент Андош (фр. Fouvent-Saint-Andoche) насеље је и општина у источној Француској у региону Франш-Конте, у департману Горња Саона која припада префектури Везул.
По подацима из 2011. године у општини је живело 236 становника, а густина насељености је износила 6,8 становника/km². Општина се простире на површини од 34,7 km². Налази се на средњој надморској висини од 221 метар (максималној 368 m, а минималној 212 m).

## Демографија
| 1962. | 1968. | 1975. | 1982. | 1990. | 1999. | 2011. |
| ----- | ----- | ----- | ----- | ----- | ----- | ----- |
| 370   | 374   | 335   | 339   | 259   | 258   | 236   |

График промене броја становника у току последњих година